# Logoteta
Logoteta, en grec medieval λογοθέτης, plural λογοθέται, va ser un títol administratiu de l'Imperi Romà d'Orient. A partir del segle vii, el càrrec va adquirir una gran importància i equivalia al de ministre o secretari d'estat.

## Història
L'origen exacte del títol no és clar. Es troba citat en algunes obres dels Pares de l'Església i s'ha documentat en antics papirs, i designava en principi a petits funcionaris, que es dedicaven principalment a temes fiscals. Els antecessors dels logotetes eren els funcionaris fiscals anomenats rationalis durant l'antiguitat tardana. El càrrec es remunta almenys a l'emperador Septimi Sever (r. 193-211), on ja es troba un procurator a rationibus. Més endavant, els rationalis són funcionaris adscrits a les prefectures de la sala de tribunals i són els encarregats de supervisar la tresoreria de l'estat i les possessions privades de l'emperador. El primer logoteta important va ser Marí, que va tenir el càrrec de prefecte del pretori i va ser el ministre principal de l'emperador Anastasi I Dicor (r. 491-518). Al segle vi, sota l'emperador Justinià I (r. 527-565), els logotetes van adquirir protagonisme i un gran poder. Van rebre la responsabilitat d'executar les mesures imperials per recollir els impostos, i van ser enviats com a agents tributaris a les províncies o acompanyant expedicions militars. Se'ls permetia guardar una dotzena part de les sumes que recaptaven, i alguns, com Alexandre "discussor", va aconseguir fer una considerable fortuna a Itàlia.
La transformació més important que va tenir el càrrec es va produir al començament del segle vii sota la Dinastia heracliana. La maquinària administrativa heretada de l'època de Dioclecià i Constantí I el Gran es va reformar profundament. Els tres departaments financers principals que existien a l'antic sistema, la prefectura del pretori, el Comes sacrarum largitionum i el Comes rerum privatarum, van ser substituïts per departaments més petits i més especialitzats, els logothesia (en singular logothesion) o sekreta (singular. sekreton). Aquest canvi es va produir a causa de les importants pèrdues territorials i de la necessitat de racionalitzar la recaptació dels impostos, degut a les guerres contra l'Imperi Sassànida i l'expansió de l'islam, però els seus inicis provenien en realitat de les reformes de Justinià, amb la divisió de la Res privata en cinc secretaries. A mitjans del segle vii, els Comes sacrae largitiones van desaparèixer completament i les seves diferents seccions (com les de la prefectura del pretori) es van convertir en departaments autònoms, alguns dels quals estaven encapçalats per un logoteta. El logotetes actuaven sota la direcció del sakellarios, que tenia la funció de controlador general de les finances. Aquest càrrec va desaparèixer i el control es feia directament sota l'autoritat de l'emperador.
La primera menció d'un logoteta d'alt nivell es va fer l'any 626, quan es fa referència a Teodosi i se l'anomena "molt gloriós logoteta i patrici", que probablement era responsable del departament general (genikon) o del militar (stratiotikon, o de l'exèrcit). El càrrec de logoteta es va especialitzar i van aparèixer diferents denominacions per cada una de les funcions, però les divisions principals, el general, l'especial, el militar i l'encarregat del dromos o servei postal, estaven ja establertes a finals del segle vii. L'Església ortodoxa tenia també logotetes que assistien al patriarca i als metropolitans, i un logothetēs tou praitoriou, un alt funcionari sota l'autoritat de l'Eparca de Constantinoble.
Amb l'emperador Aleix I Comnè (r. 1081-1118), es va establir el logoteta de les secretaries (logothetes ton sekreton) amb la funció de supervisar tots els departaments de l'estat, càrrec que més endavant es va transformar en el de Gran logoteta (megas logothetes). Durant la Dinastia dels Paleòleg van desaparèixer els logotetes, i el nom va passar a ser un títol purament honorífic.

## Tipus de logotetes[1]
Hi havia diverses classes de logotetes:
- El logoteta postal (λογοθέτης τοῦ δρόμου, logothetes tou dromou), era el responsable del correu de l'imperi, la diplomàcia i els serveis d'informació i espionatge imperials. Als segles x i xi, el seu titular era el principal ministre de l'imperi.
- El logoteta general (λογοθέτης τοῦ γενικοῦ logothetes tou genikou), o de forma més freqüent genikos logothetes o simplement (ὁ γενικός ho genikos), era el, responsable de la fiscalitat i els ingressos d'un anomenat "ministeri general de finances".
- El logoteta de l'exèrcit (λογοθέτης τοῦ στρατιωτικοῦ logothetes tou stratiotikou), responsable de la paga i el subministrament logístic de l'exèrcit romà d'Orient, però les seves funcions exactes no es coneixen del tot.
- El logoteta dels ramats (λογοθέτης τῶν ἀγελoν logothetes tōn agelon), era el responsable de les possessions estatals (metata) de l'Àsia Menor que subministraven cavalls i mules a l'exèrcit i al correu imperial.
- El responsable del departament d'assumptes especials (ἐπὶ τοῦ εἰδικοῦ epi tou eidikou), o simplement eidikos, o logoteta de l'eidikon, era el responsable de supervisar el tresor imperial, les fàbriques, els magatzems i els monopolis.
- El logoteta de la sala del pretori (λογοθέτης τοῦ πραιτωρίου logothetes tou praitoriou), era un dels dos assistents de l'Eparca de Constantinoble, i probablement tenia funcions judicials i policials.[2]
- El logoteta de l'aigua (λογοθέτης τῶν ὑδάτων logothetes ton hydaton), tenia una funció no gaire clara, potser identificable amb la de komes hydaton ("Comte de les aigües"), el responsable dels aqüeductes i la seva conservació.
- El Logoteta tresorer privat (de l'emperador) (λογοθέτης τῶν οἰκιακῶν logothetes ton oikeiakōn), era responsable de l'oikeiakoi ("allò que pertany a la llar"). Eren una classe de funcionaris de Palau, que exercien funcions financeres i judicials.
- El Gran logoteta (μέγας λογοθέτης Megas logothetes), era un càrrec creat amb el nom de logothetes ton sekretōn per Aleix I per supervisar i coordinar els altres departaments financers governamentals (sekreta). Equivaldria a un Ministre de Finances.[1]